# Rausdorf (Holstein)
Rausdorf (niederdeutsch Rausdörp) ist eine Gemeinde im Kreis Stormarn in Schleswig-Holstein. Zur Gemeinde gehört der Ortsteil Lindenhof.

## Geografie
Rausdorf liegt etwa 20 km östlich von Hamburg. Die Corbek fließt durch die Gemeinde.

## Geschichte
Im Jahre 1259 wurde die Gemeinde erstmals erwähnt. Der heutige Name leitet sich von Rowedderstorp ab, was wohl Dorf Rowedders bedeutet.

## Politik

### Gemeindevertretung
Bei der Kommunalwahl 2023 errang die Wählergemeinschaft Rausdorf alle neun Sitze in der Gemeindevertretung. Die Wahlbeteiligung betrug 66,5 Prozent.

### Bürgermeisterin
Bürgermeisterin ist Annerose Lüdtke (WGR).

### Bürgermeister
- 1904–1933 Heinrich Timmermann sen. (1870–1947)
- 1933–1945 Alfred Timmermann sen. (1896–1956)
- 1945–1946 Adolf Duckstein (1889–1965)
- 1946–1948 Johannes Krohn (1898–1977)
- 1948–1956 Alfred Timmermann sen. (1896–1956)
- 1956–1960 Adolf Duckstein (1889–1965)
- 1960–1978 Alfred Timmermann jun. (1928–2017)
- 1978–1994 Ernst Burmeister  (1927–2013)[4]
- 1994–2011 Otto Kertelhein (* 1938)[5]
- 2011–2018 Gunter Behnke (* 1945)[6]
- seit 2018 – Annerose Lüdtke (* 1963)

### Wappen
Blasonierung: „Von Rot und Silber erhöht geteilt durch ein schmales silbernes und ein schmales blaues Wellenband, bestehend aus einem halben Wellenberg, einem Wellental und einem halben Wellenberg. Oben eine silberne reetgedeckte Bauernkate.“

## Persönlichkeiten
- Rüdiger Nehberg lebte bis zu seinem Tod im April 2020 in der Gemeinde.[8]
- Rudolf Schülke, der Mitbegründer der chemischen Fabrik Schülke & Mayr in Hamburg lebte ab 1896 bis zu seinem Tode im Jahr 1924 auf Gut Heinrichshof wo er 1912 ein Herrenhaus errichtete.[9][10]